# Мелансон, Андре
Андре́ Мелансо́н (фр. André Mélançon; 18 февраля 1942, Руэн-Норанда, Канада — 23 августа 2016, Монреаль, Канада) — канадский киноактёр, сценарист и режиссёр.

## Биография
Вырос в своём родном городке Руэн-Норанда, округ Абитиби — Темискаминг на северо-западе Квебека. Окончив школу, год провёл в Перу. Вернувшись в Квебек, стал преподавателем психологии, а затем поступил на работу в Квебекский совет кинематографии (Conseil québécois pour la diffusion du cinéma).
В 1970 г. выпустил свой первый фильм — документальную ленту о квебекском сепаратисте, активисте ФОК Шарле Ганьоне. Затем выпустил два коротких фильма о преподавании математики, а затем — документальный фильм «Оружие и люди» (fr:Des armes et les hommes) о насилии и его изображении в искусстве.
В 1973 г. выпустил 3 короткометражных фильма для детей: fr:«Les Oreilles» mène l'enquête, fr:Les Tacots et fr:Le Violon de Gaston. Для них же выпустил два своих первых полнометражных фильма — комедию fr:Comme les six doigts de la main и документальный фильм fr:Les Vrais perdants, критический взгляд на то, как дети с раннего возраста вынуждены конкурировать.
С начала 1980 г. продюсер Рок Демер начал выпускать серию семейных фильмов под названием «Сказки для всех» (фр. Les Contes pour tous). Именно Мелансон выпустил первый из фильмов данной серии: «Собака, остановившая войну» (оригинальное название на французском языке «Война зимних шапок»). Фильм вышел в 1984 г. и пользовался успехом, ряд его цитат стали ходовыми. Затем в рамках того же проекта Мелансон выпустил три других фильма: «Бах и брокколи» (fr:Bach et bottine, 1986), «Фьерро, лето тайн» (fr:Fierro l'été des secrets, 1991) и «Даниэль и суперпсы» (fr:Daniel et les Superdogs, 2004). Также он был соавтором сценария фильма «Лягушка и кит» (fr:La Grenouille et la Baleine), который в рамках того же проекта поставил Жан-Клод Лорд и который был отмечен премией Джини.
К концу 1980-х гг. Мелансон занялся телевизионной постановкой романа fr:Les Filles de Caleb, но из-за разногласий с продюсером был вынужден покинуть проект, который взял на себя Жан Боден. Со своей стороны, Мелансон поставил фильм на полярную тему Rafales, сценарий к которому написали два исполнителя главных ролей, Дени Бушар и Марсель Лебёф.
Наряду с постановкой фильмов Мелансон сам сыграл около 20 киноролей, в первую очередь у таких режиссёров, как Клеман Перрон (Taureau , fr:Partis pour la gloire) и Дени Аркан (Режанна Падовани, fr:Joyeux Calvaire). Также он появился в эпизоде сериала fr:La vie, la vie в качестве камео.